# S:ta Birgitta kyrka, Lappfjärd
S:ta Birgitta kyrka var en träkyrka i Lappfjärd, Österbotten i Finland.
Kyrkan uppfördes 1666 och revs 1856 när församlingen byggt en ny större kyrka. En inskription kunde tyda på att kyrkan återuppbyggdes av material från den tidigare medeltida kyrkan.

## Tidigare kyrkor
Lappfjärd blev kapellförsamling under Närpes församling år 1594, vilket talar för att församlingen antingen då redan tidigare hade haft en eller flera kyrkor. Det är känt att församlingen hade åtminstone en kyrka före S:ta Birgitta men närmare uppgifter om den saknas. Det är också okänt var den funnits. Det mesta pekar ändå på att den närmaste föregångaren fanns på samma plats där den nya S:ta Birgitta kyrka byggdes. I ett protokoll från biskopsvisitationen år 1738 sägs att kyrkan S:ta Birgitta är andra gången uppbyggd, vilket talar för att också den tidigare kyrkan burit samma namn. Om det funnits en ännu tidigare kyrka är okänt.

## St:a Birgitta

### 1666 - 1761
Kyrkan uppfördes 1666 och revs 1856 när församlingen byggt en ny betydligt större kyrka.
S:ta Birgitta kyrka uppfördes som en blockpelarkyrka. Lösningen med blockpelare skapar möjlighet att förlänga en långkyrka vid behov. Kyrkans innermått var 39 1/4 aln x 17 alnar, d.v.s. 23,30 x 10,09 meter. Den västliga och mellersta traven var lika långa och kortraven var kortare. En mindre sakristia fanns på östra sidan av kyrkan och en farstu i väster.  Den försågs med fyra blockpelare. Utgående från senare skisser skulle koret varit avfasat. Fönstren var kvadratiska. Kyrkan var placerad med altaret i öster och ingång i väster. Den saknade torn och var försedd med två eller tre spiror eller eventuellt en huv. Kyrkan var dekorerad med målningar som bekostats av Hauptman Peer Jönsson Kalm år 1668. Kyrkan hade ett spåntak som var lagt i ett mönster som bildade trianglar. Det framgår inte om kyrkan haft ett tidstypiskt korskrank.
Kyrkan renoverades 1735 av Johan Simonsson Knubb då kyrkan brädfodrades, rödmålades och de kvadratiska fönstren byttes ut. Johan Knubbs bror Daniel Simonsson Tun var borgare i Kristinestad. Eventuellt förstorades också fönstren något.
Kyrkan fick nya takspån 1759.
Under stora ofreden for kyrkan mycket illa av de härjande ryska trupperna.  

### Utbyggnad 1761
Tack vare den skiss som församlingen lät göra innan kyrkan revs har man en ganska bra bild av hurudan kyrkan såg ut efter ombyggnaden.
I väster anlades en högre tornspira och i öster över det nya koret en lägre. En vindflöjel från en av tornspirorna finns bevarad i den nya kyrkan.
En läktare byggdes i väster. Kyrkan hade fyra mindre fönster i väster under läktaren och  tio i långhuset. Två mindre fönster fanns i sakristian som saknade ingång utifrån. Sakristian hade två källare en för nattvardsvinet och en för uppbördkistan. Den enda eldstaden fanns i sakristian.
Kyrkorummet målades på nytt och troligen försvann de äldre dekorationerna medan målningen i sakristian inte åtgärdats.
Spåntaket över den tillbyggda delen lades inte i samma triangelmönster som det tidigare. I samband med utvidgningen skaffades flera ljuskronor och lampetter.

### Klockstapel
EN ny klockstapel uppfördes 1771. Undre delen var elva alnar hög och 16 ½ bred. Överbyggnade var i två avsatser totalt 23 alnar hög. Spiran var spånbeklädd och totalt 12 alnar i toppen en vindflöjel.   Sommaren 1853 flyttade den till nya kyrkan. Där den fick en hög stenfot av huggen sten, påbyggdes och ändrades invändigt. En storklocka införskaffades 1791 genom frivilligt insamlade medel. Gjuten i Stockholm av Gebrüder Mayer. Mellanklockan blev omgjuten i Stockholm 1843 av Fredrik Ziegrell och J.G. Lieliendahl,  Lillklockan göts i Stockholm av Kungliga styckgjutaren Gerhard Mejer år 1725

## Inventarier
Bevarat från kyrkan finns sex stycken helgonfigurer från 1400- och 1500-talet, alltså tidigare än kyrkan. Dessa kan komma från någon tidigare kyrka, från det kapell som skulle funnits i byn Skaftung eller från moderkyrkan i Närpes. Uppgifter om något altarskåp saknas. Ett sådant kan också ha förstörts i samband med ryssarnas härjande under Stora ofreden då kyrkan for mycket illa. Helgonen är Jungfru Maria, utförd på 1500-talet, S:t Lars från 1400-talet, S:ta Clara, St Jakob, en icke identifierad kvinnogestalt och S:t Olav. Helgonbilden av S:t Olav gör att den tidigare kyrkan i Lappfjärd inlemmas i en räcka av Olavskyrkor som finns längs den österbottniska kusten och som tyder på att de ingick i en pilgrimsled till Nidarosdomen i Trondheim. Helgonfigurerna finns i dag i Österbotten museum.
5 st ljusplåtar (inventarieförteckningen 1860-talet)
I kyrkan fanns också ett altarkläde i rött med gröna fransar 5 alnar långt och 3 alnar brett, samt mässkrudar.
Triumfkrusifixet dateras till sent 1400-tal. Korsarmarna har i ändarna symbolerna för evangelisterna. Den nedersta symbolen för evangelisten Matteus har sågats bort. 
Delar av predikstolen och det lamm som fanns ovanpå predistolshimmeln finns lagrade i Österbottens museum.
Två altartavlor överfördes till den nya kyrkan. Den ena föreställande Kristus på korset och den andra föreställer Jesus inför Pilatus. Den är försedd med text på svenska och finska. I den nya kyrkan finns också bland annat tre takkronor och två ljuslampetter som funnnits i S:ta Birgitta kyrka.

## Kyrkogården och dess omgivning
Kyrkogården är kringgärdad av en stenmur. På området fanns en sockenstuga i sydvästra hörnet. Sockenstugan användes också för de finska gudstjänsterna. En av de två altartavlorna som finns bevarade, har större finsk än svensk text, varför den sannolikt funnits i sockenstugan. Klockstapeln fanns i söder och i sydöstra hörnet av kyrkmuren en benkammare. Klockstapeln flyttades till den nya kyrkan där stockarna användes för en större klockstapel. Utanför kyrkmuren i öster och nordväst fanns kyrkstallar. Ett minnesmärke i sten restes på altarets plats när kyrkan revs.
Kyrkogården omkring den plats där kyrkan fanns används fortfarande.